# Glutenine
Glutenines zijn de polymere eiwitcomplexen in gluten. De monomeren (losse eiwitten) in gluten heten gliadines. 
Het zwelt op in water en is oplosbaar in verdund zuur. Het veroorzaakt de elasticiteit van deeg, doordat het lange eiwit-molecule-ketens vormt als het deeg gekneed wordt.